# Керюлеті
«Керюлеті» (угор. III. Kerületi TUE) — угорський футбольний клуб із Будапешті, що розміщується у районі Обуда. Це один з найстаріших спортивних клубів з секціями футболу в Угорщині, заснований 1887 року.

## Історія

### Хронологія імен
- 1887: III. kerületi Torna és Vívó Egylet (TVE)
- 1926: III. Kerületi Torna és Vívó és Atlétikai (TVAC) (fuzja z Vívó és Atlétikai Club)
- 1927: III. Kerület FC
- 1937: III. kerületi TVE
- 1941: III. Kerületi Árpád
- 1942: Árpád Magyar Országos Véderő Egylet Óbudai Torna Egylet (ÁMOVE ÓTE) (połączenie z Óbudai TE)
- 1943: OTE-III. Kerület
- 1945: III. ker. MaDISz TVE
- 1946: III. Kerületi TVE
- 1949: III. ker. Textilmunkás
- 1951: III. Kerületi Vörös Lobogó SK
- 1952: Vörös Lobogó Textilfestő
- 1957: III. Kerületi TVE
- 1959: III. ker. Textilfestő Torna és Vívó Egylet
- 1965: III. Kerületi Textilfestő
- 1966: III. Kerületi TTVE
- 1991: III. Kerületi TVE
- 1998: III. Kerületi FC
- 2000: III. Kerületi TVE
- 2002: III. Kerületi Testnevelési Utánpótlás Egyesület (TUE)

### Заснування клубу
Клуб був заснований 24 січня 1887 року під назвою III. kerületi Torna és Vívó Egyle. Є третім найстарішим клубом в Угорщині — після Nagykanizsai TE 1866 і «Уйпешта». Клуб був створений у відповідь на зростаючий інтерес населення до міської фізичної активністі і спортивного способу життя. Спочатку в клубі переважаючими структурами було фехтування та легка атлетика. Одночасно розвивалася секція футболу, яка принесла клубу найбільшу популярність. Розвиток секції футболу розпочався в повній мірі після приєднання до клубу частини клубу Budai Football Csapat.
В деяких джерелах як дата заснування клубу вказується рік 1872. Тоді справа дійшла до підключення Óbudai Torna Egylet і частини клубу Budai Футбол Csapat, в результаті чого клуб Óbudai Torna Egylet придбав футбольну команду. У 1942 році Óbudai Torna Egylet, однак, був клубом повністю незалежним від III. kerületi TVE.

### Початок XX століття
З 1902 року клуб брав участь у розіграші другої ліги Угорщини, перебуваючи у кожному сезоні у верхній частині таблиці. Путівку в першу лігу вдалося отримати тільки в сезоні 1911/12. Дебютний сезон у першій лізі завершився, проте, падінням. Ще один вихід було отримано вже після року гри у другій лізі.
Під час першої світової війни клуб брав участь в основних аматорських турнірах в Угорщині. 1920-ті роки були, безумовно, найкращим періодом у турнірній історії клубу. У 1920—1929 роки клуб тричі займав 4-те місце і тричі 5-те місце в лізі.
У сезоні 1930/31 клуб виграв Кубок Угорщини, у фіналі перемігши «Ференцварош» (4:1).
У 30-ті роки клуб не досягав таких хороших результатів як в попередній декаді. Кульмінацією цього було 13-тн місце в сезоні 1936/37 і падіння відразу до третьої ліги.

### Період після Другої світової війни
У 1942 році, виступаючи під назвою III. Kerületi Árpád клуб взяв до себе футбольну секцію з іншого клубу в районі Обуда — Óbudai Torna Egylet. У тому ж році клуб став одним із спортивних органів, які опинились у структурах фашистського угруповання MOVE (Magyar Országos Véderő Egylet — Угорської Асоціації Національної Оборони) та змінив назву на Árpád Magyar Országos Véderő Egylet Óbudai Torna Egylet (MOVE ÓTE). Після війни включення Угорщини в блок соціалістичних країн призвів також і до змін в клубі. У 1945 році клуб був включений до структури MaDISz (Magyar Demokratikus Ifjúsági Szövetség — Угорської Асоціації Демократичної Молоді) і виступав протягом рокупід назвою III. ker. MaDISz TVE.
У наступні роки клуб був включений в структуру державних підприємств текстильної промисловості та таємної міліції — AVH.
Зміни не вплинули, однак, на спортивні успіхи клубу. Після падіння у сезоні 1936/37 клуб грав у другій, третій і четвертій лізі Угорщини.

### В останні роки
До вищого дивізіону команда повернулась тільки в сезоні 1996/97. Команда завершила сезон на 15 місці і мала зіграти у плей-оф з «Діошдьйором». У двобої кращою виявилася команда з міста Мішкольц і «Керюлеті» в черговий раз вилетіли до другої ліги. Після року команді знову вдалося отримати путівку до вищої ліги, однак цього разу клуб закінчив сезон на останньому, 18 місці, будучи протягом сезону безумовно найгіршою командою в лізі. Після сезону 1999/00, проведеного у другій лізі, клуб призупинив на два сезони діяльність футбольної секції.
Після перерви і зміни назви на нинішню, клуб повернувся в змаганнях ліги і став виступати у 5-му за рівнем. дивізіоні Угорщини, а згодом піднявся до четвертої

## Досягнення
- Володар Кубка Угорщини : 1930/31
- Виступи у вищому дивізіоні Угорщини (25 сезонів) : 1911/12, 1913/14, 1916/17-1936/37, 1996/97, 1998/99